# PMMP
A PMMP egy elsősorban Finnországban, de sok európai országban is ismert pop-rock együttes Az énekesnők Paula Vesala, és Mira Luoti, a zenekar tagjai: Mikko Virta, Juho Vehmanen, Heikki Kytölä. Az együttes nevének eredete máig vitatott. Egyes vélemény szerint a finn szóösszetétel "Paulan ja Miran Molemmat Puolet" (Paula és Mira igazi arca), de az énekesnők egy interjúban azt mondták, az ABBA-tól merítve az ötletet, a nevük rövidítése, azaz: Paula Mira Mira Paula. 
A PMMP albumainak producere Jori Sjöroos, aki egyébként az együttes összes dalának zenéjét írta. A dalszövegek mind a két énekesnő alkotásai. Az együttes kizárólag élőben lép fel.
A PMMP legelőször 2003 nyarán tűnt fel a "Rusketusraidat" (Napbarnított Vonalak) című dalával. Hatalmas sikert értek el második albumukkal, a "Kovemmat Kädet"-tel (Erős kezek), ami rögtön aranylemez lett. Az album végleges verziója 2005. augusztusában jelent meg. A korong egyik dala, az "Oi siellä jossain muun" Finnország legnagyobb slágere lett.
2006 novemberében jelent meg harmadik nagylemezük, a Leskiäidin tyttäret (Az özvegyasszony lányai), ami a megjelenés napján platinalemez lett.
2007. november 14-én megjelent a negyedik lemezük a Puuhevonen (Faló), mely gyerekek számára készült. Az első kimásolt dal a Täti Monika (Mónika néni), melyhez klipet is forgattak.
2008-ban megjelent az első könyvük Suomirockin vastustamattomimman ilmiön omakuva címmel, valamint kiadtak egy DVD-t Kuulkaas live néven.
2009-ben turnét terveznek. Az új album Veden varaan március 25-én jelenik meg.

## A PMMP tagjai
- Paula Vesala, 1981. december 10.
- Mira Luoti, 1978. február 28.
- Mikko Virta, 1982. március 22.
- Juho Vehmanen, 1981. március 31.
- Heikki Kytölä, 1981. október 14.

## Diszkográfia

### Albumok
- Kuulkaas enot! (#6) 2003
- Kovemmat kädet (#2) 2005
  - Kovemmat kädet (Kumipainos) 2005
- Leskiäidin tyttäret (#1) 2006
- Puuhevonen (#3) 2007
- Veden varaan  (#4)2009

### Kislemezek
- Rusketusraidat (#1) 2003
- Niina (csak promóciós) 2003
- Joutsenet (#8) 2003
- Päiväkoti (#13) 2005
- Oo siellä jossain mun (csak promóciós) 2005
- Matkalaulu (csak promóciós) 2005
- Pikkuveli (csak promóciós) 2005
- Henkilökohtaisesti 2006
- Tässä elämä on (csak rádióverzió) 2006
- Joku raja (#1) 2007
- Viimeinen valitusvirsi 2009

### Videóklipek
- Rusketusraidat 2003
- Joutsenet 2003
- Päiväkoti 2005
- Matkalaulu 2005
- Pikkuveli 2005
- Henkilökohtaisesti 2006
- Tässä elämä on 2006
- Joku raja 2006
- Täti Monika 2007

## Külső hivatkozások
- Hivatalos Weboldal (finnül)
- Magyar Rajongói Oldal[halott link] (magyarul)